# Market Harborough
Pour les articles homonymes, voir Harborough.
Market Harborough est un bourg du comté de Leicestershire, dans la région d'East Midlands en Angleterre. En 2001, sa population s'élève à 20 785 habitants.

## Transport
- Voir gare de Market Harborough